# 2009 en Iran
Chronologie de l'Iran
- 2005
- 2006
- 2007
- 2008
- 2009
- 2010
- 2011
- 2012
- 2013

Cet article traite des événements qui se sont produits durant l'année 2009 en Iran.

## Chronologie

### Janvier 2009
- Samedi 3 janvier 2009 : de nombreux témoignages attestent que l'Iran apporte une aide importante logistique et militaire au Hamas[1].

- Dimanche 4 janvier 2009 : le premier ministre irakien Nouri al-Maliki, terminant une visite de deux jours à Téhéran, a dit compter sur l'Iran pour aider à la reconstruction de l'Irak.

- Jeudi 8 janvier 2009 : le guide suprême l'ayatollah Ali Khamenei interdit à des groupes d'étudiants tenants de la ligne dure et s'étant portés volontaires pour participer au conflit contre Israël de quitter le pays afin de commettre des attentats-suicides sur le sol israélien. Il affirme cependant que l'Iran — principal soutien du Hamas — ne ménagerait pas ses efforts pour l'assister par d'autres moyens.

- Dimanche 11 janvier 2009 : lors d'une interview donnée sur ABC, le nouveau président américain Barack Obama estime que l'Iran est l'un des plus grands défis de son administration et promet d'agir vite sur cette question. Selon lui, un Iran doté de l'arme nucléaire « pourrait potentiellement provoquer une course aux armements nucléaires au Moyen-Orient » et promet « une nouvelle approche fondée sur le respect et sur une volonté de dialogue, mais aussi de la clarté sur ce que nous voulons exactement ».

- Mardi 13 janvier 2009 : 
  - Pendaison publique à Jahrom (sud) de deux Iraniens reconnus coupables de plusieurs meurtres. En 2008, 246 condamnés ont été exécutés, et 317 autres l'ont été en 2007. Le meurtre, le viol, le vol à main armée, le trafic de drogue et l'adultère sont passibles de la peine de mort en Iran.
  - L'Union européenne a « demandé instamment » à l'Iran de mettre fin à la pratique d'exécution par lapidation et demande à la République islamique de « supprimer de son code pénal la peine cruelle et inhumaine que constitue la lapidation et de ratifier la Convention contre la torture et autres peines ou traitements cruels, inhumains ou dégradants ». Selon la loi islamique en vigueur en Iran, l'adultère est punissable de lapidation. Le condamné est placé dans un trou et enterré jusqu'à la taille s'il est un homme et jusqu'au cou s'il est une femme. Il a la vie sauve s'il arrive à en sortir. Les pierres utilisées ne doivent être ni trop petites, ni trop grosses. En 2002, un décret de l'ayatollah Mahmoud Hashemi Shahroudi avait suspendu l'application de cette peine mais plusieurs personnes ont depuis été lapidées. Le ministère de la Justice confirme que trois hommes, accusés d'adultère, ont été lapidés fin décembre à Mashhad, l'un d'eux a eu la vie sauve en réussissant à s'extirper du trou dans lequel il était enterré jusqu'à la taille. Huit femmes et deux hommes font l'objet d'une condamnation à la lapidation[2].

- Vendredi 16 janvier 2009 : Le président français Nicolas Sarkozy, au sujet du programme d'enrichissement nucléaire iranien, déclare : « L'AIEA souligne les progrès rapides et préoccupants du programme d'enrichissement iranien, dont chacun sait qu'il n'a aucune finalité civile […] Le moment approche où un choix devra être fait par les dirigeants iraniens : soit ils provoquent une grave confrontation avec la communauté internationale, soit, ce que la France souhaite, on arrive enfin à une solution dans la négociation engagée depuis, tenez-vous bien, cinq ans […] La recherche d'un accord est possible ce sont les dirigeants iraniens qui doivent maintenant choisir ».

- Lundi 19 janvier 2009 : Deux trafiquants de drogue ont été pendus dans la ville d'Ispahan et un autre à Karaj (nord) reconnu coupable de meurtre et de trafic de drogue.

- Mardi 20 janvier 2009 : Trois trafiquants de drogue ont été pendus à Yazd (centre) et six autres personnes ont été pendues dans la prison centrale de cette même ville dont 3 trafiquants de drogue, 2 violeurs et un autre pour vol à main armée. Au total depuis le début de l'année seize personnes ont été exécutées dans le pays.

- Mercredi 21 janvier 2009 : 
  - Selon le quotidien réformateur Etemad, un tribunal de justice déclare innocentes deux femmes de 28 et 29 ans, toutes mères d'un enfant, condamnées précédemment à la lapidation après avoir été reconnues coupables de relation adultère[3].
  - Un responsable de la police des frontières déclare qu'au cours des neuf derniers mois « 120 rebelles ont été tués par la police des frontières et 182 autres ont été arrêtés. Les rebelles cherchent à créer l'insécurité et à faire du trafic de drogue et d'armes[…mais dans les affrontements] dix-neuf policiers ont été tués par les rebelles et les trafiquants de drogue ». Cette insécurité concerne en particulier les régions frontalières avec le Pakistan et l'Afghanistan, mais aussi les provinces de l'Ouest, frontalières avec l'Irak et la Turquie.

- Lundi 26 janvier 2009 : Le président américain Barack Obama affirme son intention de permettre l'ouverture de discussions avec l'Iran et de tendre la main au régime islamique si ce dernier « desserre le poing » : « Je pense qu'il est important que nous soyons prêts à parler à l'Iran, pour dire très clairement où sont nos divergences, mais aussi où se trouvent les possibilités de progrès […] Au cours des prochains mois, nous allons élaborer le cadre général et l'approche. Et, comme je l'ai dit dans mon discours d'investiture, si des pays comme l'Iran sont prêts à ouvrir le poing, ils trouveront une main tendue de notre part […] J'ai dit au cours de ma campagne qu'il était très important de veiller à utiliser tous les instruments de la puissance américaine, y compris la diplomatie, dans nos rapports avec l'Iran  ». George W. Bush a toujours conditionné l'ouverture de discussions avec l'Iran à la suspension par le régime islamique de ses activités nucléaires les plus sensibles.

- Mardi 27 janvier 2009 : 12 policiers ont été tués par des « rebelles » dans une embuscade dans le sud-est du pays.

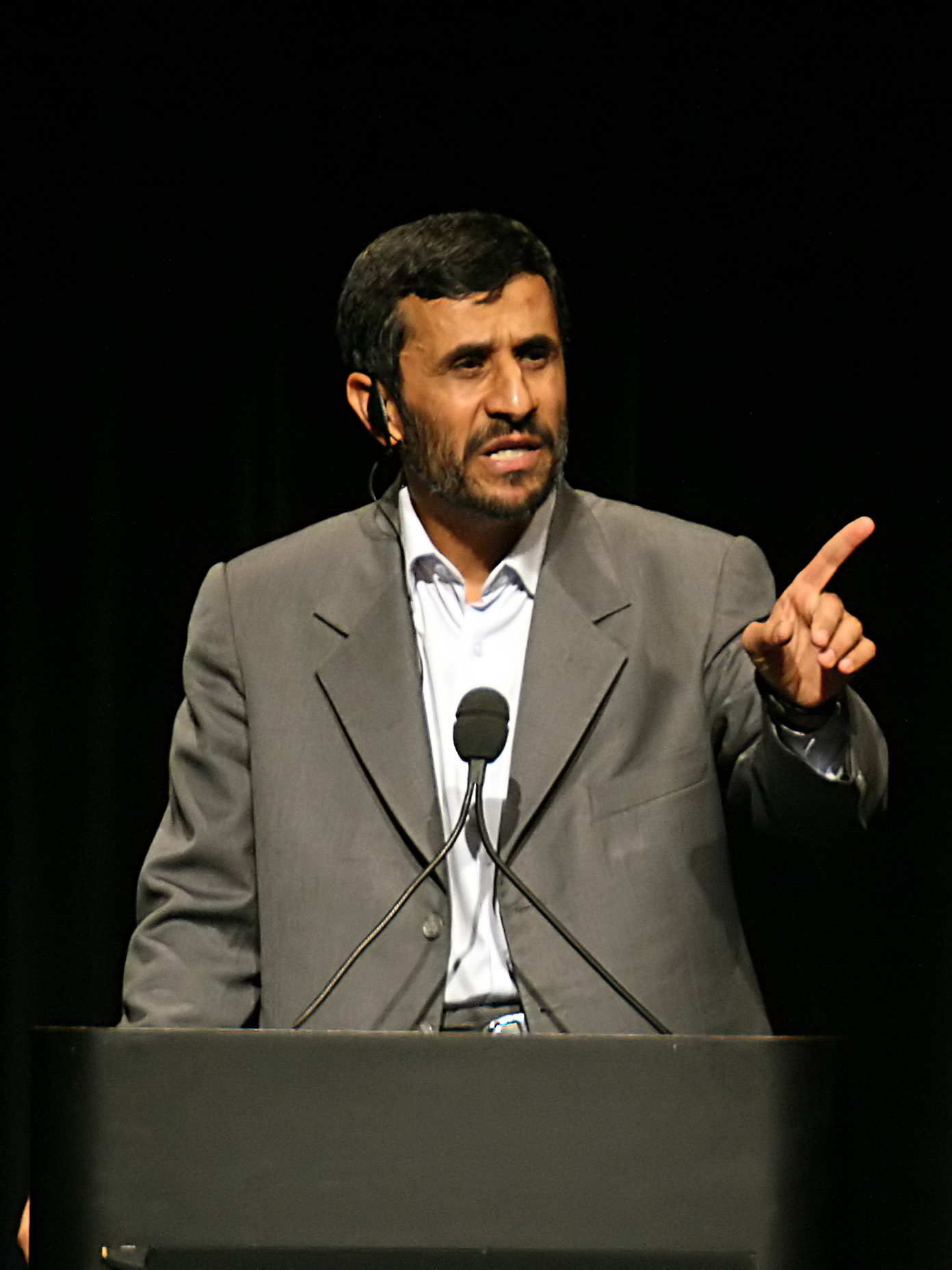
Mahmoud Ahmadinejad
(Septembre 2007)

- Mercredi 28 janvier 2009 : Le président Mahmoud Ahmadinejad demande au nouveau président américain Barack Obama de s'excuser pour les « crimes » commis par les États-Unis contre l'Iran : Ceux qui parlent de changement doivent présenter des excuses au peuple iranien et essayer de réparer leurs mauvais actes passés et les crimes qu'ils ont commis contre l'Iran. Le président iranien a ensuite énuméré toute une liste de griefs contre les États-Unis remontant jusqu'à leur organisation d'un coup d'État en 1953 pour renverser le Premier ministre de l'époque Mohammad Mossadegh. Il a aussi mentionné l'opposition de Washington à la révolution islamique de 1970 ou son soutien à l'Irak dans la guerre engagée par Bagdad contre l'Iran. Mahmoud Ahmadinejad appelle la nouvelle administration Obama à « respecter les peuples, [… à] ne plus s'ingérer dans les affaires des autres peuples, [… à] mettre un terme au soutien aux sionistes sans racines, illégaux et fantoches [… à] permettre au peuple américain […] de décider de son propre sort. [… L'Iran] accueille favorablement le changement à condition qu'il soit en profondeur [… mais avertit que si] quelqu'un veut parler avec le peuple iranien avec le même état d'esprit que Bush  […] mais avec des mots nouveaux, la réponse de l'Iran sera la même que celle donnée ces dernières années à Bush et ses valets ».

- Samedi 31 janvier 2009 : Début des cérémonies du 30e anniversaire de la Révolution islamique. Le guide suprême, l'ayatollah Ali Khamenei, le président Mahmoud Ahmadinejad, les ministres, des responsables militaires et l'ancien président Hachemi Rafsandjani, se sont rendus au mausolée de l'ayatollah Rouhollah Khomeini, fondateur de la République islamique pour célébrer le 30e anniversaire de son retour en Iran. Chaque année, les célébrations durent 10 jours et se terminent le 10 février avec l'anniversaire de la chute du chah.

### Février 2009
- Dimanche 1er février 2009 : 

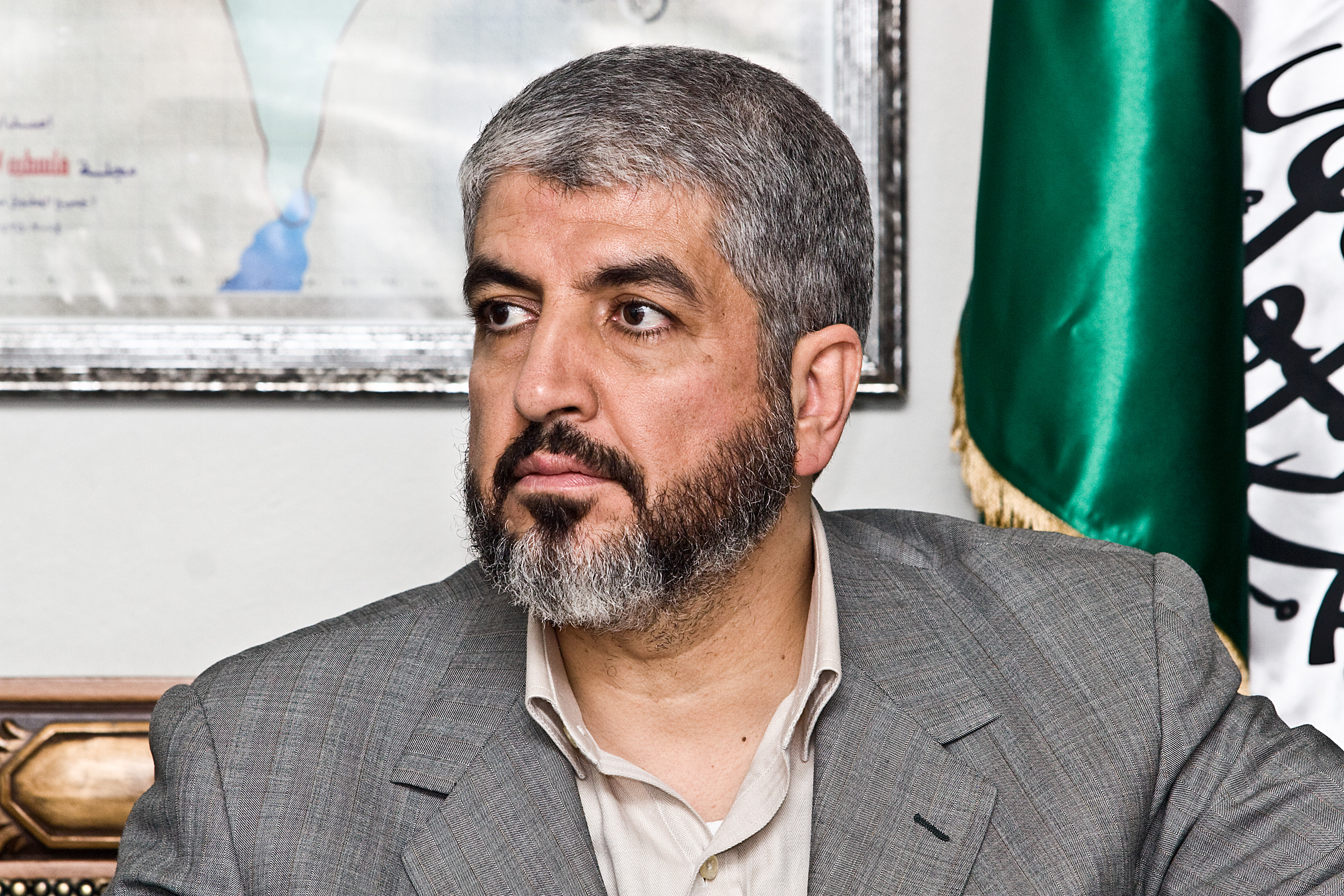
Khaled Mechaal
(Janvier 2009)

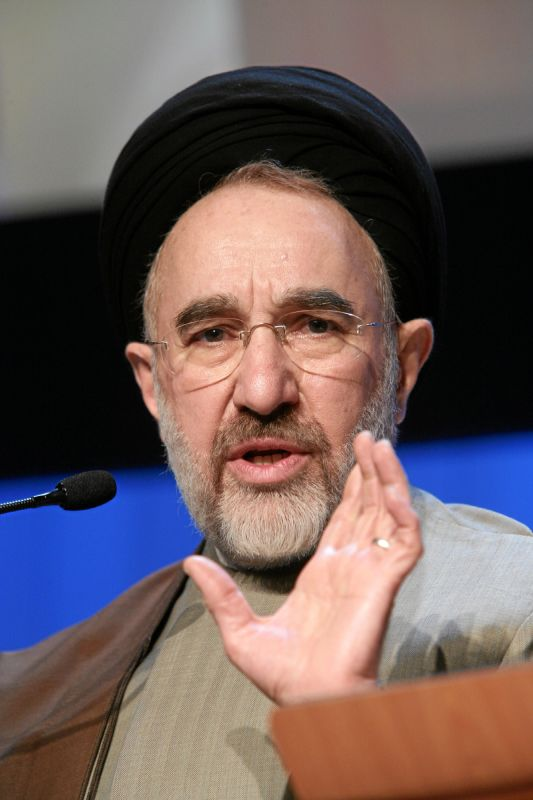
Mohammad Khatami
(Janvier 2007)

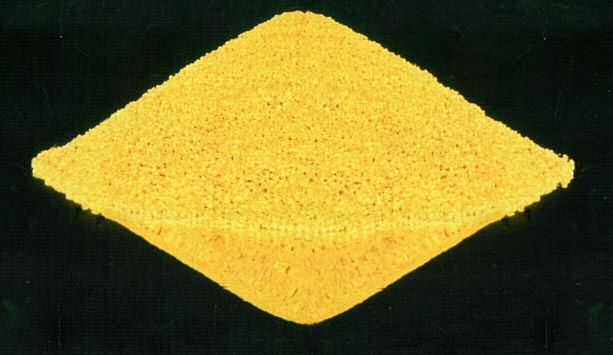
Yellowcake en poudre

  - Le chef en exil du Hamas Khaled Mechaal est en visite à Téhéran. Le ministre des Affaires étrangères, Manouchehr Mottaki appelle à la levée du blocus israélien de la bande de Gaza « pour permettre sa reconstruction » et estime que « toutes les nations doivent participer à la reconstruction de Gaza (…) et doivent exercer un effort pour fournir l'aide aux démunis par le biais du gouvernement légal du Hamas ».
  - Le guide suprême, l'ayatollah Ali Khamenei, recevant le chef en exil du Hamas Khaled Mechaal, affirme que « la résistance islamique […] doit être prête à tout, y compris le déclenchement d'une nouvelle guerre ».

- Lundi 2 février 2009 : 
  - Le président Mahmoud Ahmadinejad, recevant le chef en exil du Hamas Khaled Mechaal, estime qu'« il faut, avec toutes les forces, chercher à juger les dirigeants sionistes, boycotter les produits sionistes et continuer la pression politique internationale sur le régime sioniste ». Les autorités iraniennes n'ont pas publié de liste des produits des sociétés accusées de liens avec Israël, mais des groupes islamistes et la presse ont déjà désigné des marques. Au sujet de la situation à Gaza, il estime que « les sionistes ont subi un échec […] mais même là ils n'arrêtent pas de comploter et il est possible qu'ils commettent une nouvelle agression »[4].
  - Un ancien leader étudiant, Saïd Razavi Faghih, ancien membre de la direction du Bureau de la consolidation de l'unité, a été arrêté après convocation au tribunal révolutionnaire de Téhéran et transféré à la prison d'Evine, pour s'être rendu à Paris alors qu'il faisait l'objet d'une interdiction de quitter le territoire iranien[5].
  - L'Iran a placé en orbite son premier satellite en orbite basse, baptisé « Omid » (Espoir), et  de fabrication 100 % iranienne. Selon l'agence FARS : « C'est le premier satellite à être lancé dans l'histoire de notre nation et il était porté par la fusée Safir-2 ». Cette mise en orbite   augmente les inquiétudes de la communauté internationale sur les capacités  balistiques de la République islamique, car la technologie employée est « très similaire » à celle des missiles  balistiques.

- Mardi 3 février 2009 : Le chef en exil du Hamas Khaled Mechaal, en visite à l'Université de Téhéran, affirme aux  étudiants islamistes iraniens qu'ils libéreraient Al-Qods (Jérusalem) « ensemble » et y prieraient : « Si Dieu le veut, nous libérerons Al-Qods ensemble et nous y prierons ensemble […] Nous nous préparons complètement à libérer toute la Palestine, à reprendre al-Qods et à assurer le retour des réfugiés ».

- Samedi 7 février 2009 : 
  - Le président français Nicolas Sarkozy estime que le lancement d'un satellite par l'Iran est une « extrême mauvaise nouvelle », pour qui « on a une qu'une seule solution, c'est de renforcer les sanctions contre l'Iran ». Il a aussi  appelé la Russie à « s'associer » à « cet effort » : « Elle veut être un grand du monde ? Qu'elle nous aide à régler la crise avec l'Iran ».
  - Le taux d'inflation sur un an dans les zones urbaines  a baissé de 2,4 points à 24 %, selon le site internet de la Banque centrale iranienne, après un plus haut à 29,5 % en septembre 2008.

- Dimanche 8 février 2009 : L'ancien président réformateur Mohammad Khatami annonce sa candidature à l'élection présidentielle du 12 juin. Il est le deuxième homme politique, après le réformateur et ancien président du Parlement Mehdi Karroubi, à se porter candidat pour essayer de reprendre le poste tenu par l'ultraconservateur Mahmoud Ahmadinejad depuis 2005.

- Lundi 9 février 2009 : début des activités de la banque Shahr

- Mardi 10 février 2009 : Une journaliste américaine d'origine iranienne, Roxana Saberi (31 ans), est en prison depuis 10 jours pour avoir acheté une bouteille de vin, dénoncée par le vendeur. Plusieurs journalistes américains d'origine iranienne se sont trouvés dans cette situation par le passé. Correspondante de la National Public Radio, Roxana Saberi avait vu son autorisation de travailler comme journaliste résiliée depuis un an.

- Jeudi 12 février 2009 : 
  - Le ministre iranien de Télécommunications, Mohammad Soleimani annonce que l'Iran a commencé la construction de sept nouveaux satellites, dont trois destinés à être placés en orbite haute et quatre en orbite basse.
  - Selon une étude de l'Institute for Science and International Security, menée par David Albright, Jacqueline Shire et Paul Brannan, l'Iran pourrait bientôt se retrouver à court de concentré d'uranium ou « yellow cake », ce qui pourrait compromettre ses ambitions proclamées de création d'une industrie nucléaire civile : « l'actuelle pénurie de minerai d'uranium illustre une contradiction fondamentale entre les intentions de l'État iranien — une filière nucléaire civile, alimentée par du combustible iranien — et ses capacités […] Si l'objectif de l'Iran est d'avoir une possibilité théorique de s'équiper d'un arsenal nucléaire, il aura besoin un jour d'investir dans l'aménagement des capacités de son industrie minière ». Selon les auteurs du rapport, l'Iran aurait consommé près des trois-quarts des 600 tonnes de stocks de concentré d'uranium acquis par Téhéran dans les années 1970 auprès de l'Afrique du Sud, quand le chah d'Iran était encore au pouvoir. Aucune des deux mines d'uranium iraniennes n'ayant  la capacité de fournir le combustible nécessaire pour un seul réacteur, si  l'Iran parvient à maintenir ses activités d'enrichissement d'uranium en 2010 cela pourrait signifier qu'il est parvenu à se fournir en uranium à l'étranger, en dépit des résolutions de l'ONU[6].

- Mercredi 18 février 2009 : Une bombe explose  dans une mosquée de Zahedan (région du Sistan et Balouchestan, sud-est), sans faire  de victime.

- Jeudi 19 février 2009 : Selon l'AIEA, l'Iran poursuit ses opérations d'enrichissement d'uranium.

- Dimanche 22 février 2009 : Les autorités iraniennes interdisent  l'accès à  deux sites internet — Yarinews et Yari — soutenant la candidature de l'ex-président réformateur Mohammad Khatami à la présidentielle du 12 juin. Ces sites, qui sont généralement hébergés dans des pays tiers, sont accessibles depuis l'étranger.

- Mercredi 25 février 2009 : la construction par la Russie de la première centrale nucléaire iranienne, à Bouchehr, est terminée, selon le chef de l'Agence fédérale russe de l'énergie atomique Sergueï Kirienko. La Russie avait repris le contrat en 1995 de cette centrale construite en bordure du golfe Persique.

### Mars 2009
- Lundi 2 mars 2009 :  selon l'AIEA, l'Iran dispose désormais de 1 010 kg d'hexafluorure d'uranium faiblement enrichi, mais pour fabriquer une bombe il lui faudrait d'abord enrichir ce matériau à un niveau élevé. Le directeur de l'AIEA Mohamed el-Baradei se dit convaincu que l'Iran cherche à acquérir la technologie permettant d'accéder à l'arme atomique, tout en se montrant plus réservé sur la question de savoir si Téhéran voulait vraiment la fabriquer. Il exhorte Téhéran à « mettre en œuvre toutes les mesures nécessaires pour instaurer la confiance dans la nature exclusivement pacifique de son programme nucléaire ». Téhéran assure que son programme vise simplement à produire de l'électricité. Des tests ont commencé la semaine dernière à la future centrale nucléaire de Bouchehr, dont la Russie achève la mise en œuvre, et qui pourrait entrer en fonction d'ici la fin de l'année. L'amiral Mike Mullen, président du comité des chefs d’état-major, de son côté, estime que l'Iran détient dès à présent assez de matériaux nucléaires pour construire une bombe atomique[7].

- Mercredi 4 mars 2009 : l'Iran  organise ce jour  une conférence sur Gaza qui réunit pendant deux jours, la direction du Hamas, des représentants de pays de la région et des délégations sud-africaine et nigériane. Cette conférence  se veut une réponse à celle conclue, lundi en Égypte par une promesse de la communauté internationale de verser 4,5 milliards de dollars pour la reconstruction de Gaza. Lors d'une conférence de presse à Ramallah, aux côtés de la secrétaire d'État américaine, Hillary Clinton, le président Mahmoud Abbas critique l'ingérence de l'Iran dans les affaires palestiniennes : « Nous envoyons un message à l'Iran : arrêtez de vous ingérer dans nos affaires [estimant que l'Iran] intervient uniquement pour approfondir la division entre les Palestiniens ».

- Samedi 7 mars 2009 :
  - Le ministère des Affaires étrangères rejette les accusations lancées par le Maroc, selon lesquelles l'Iran interviendrait dans ses affaires intérieures et se déclare « surpris »  par la décision des autorités marocaines de rompre toute relation diplomatique avec l'Iran, au risque d'entamer l'unité du monde islamique. La presse marocaine a accusé à multiples reprises l'ambassade d'Iran de se livrer ces dernières années au prosélytisme et des tensions sont récemment apparues dans le monde arabe à la suite de propos tenus le mois dernier par un dirigeant iranien sur le Bahreïn, perçus comme une menace pour la souveraineté de ce pays.
  - Le taux d'inflation sur un an dans les zones urbaines en Iran est à 25,9 % en augmentation de 2 pts mais reste inférieur au pic enregistré en septembre 2008 avec 29,5 %. La période de début d'année est généralement inflationniste mais cela ne remet pas en cause selon la banque centrale l'objectif de 22-23 % d'inflation à la fin de l'année 2009.
  - Nouvelle directive de bienséance de la  police de Téhéran, mais valable pour tout le pays, affirmant que  désormais, tous les magasins de vêtements féminins devront employer uniquement des femmes, à l'exception du propriétaire et du caissier. Cette mesure fait partie d'une série de mesures prises ces dernières années pour séparer femmes et hommes dans les lieux publics : plusieurs parcs uniquement réservés aux femmes ont été créés à Téhéran et dans les villes de province et des taxis uniquement réservés aux femmes et conduits par des femmes ont vu le jour.

- Dimanche 8 mars 2009 : L'Iran a testé avec succès un nouveau missile air-mer qui « pèse environ 500 kilos et peut atteindre des cibles en mer avec une portée de 110 km ». Il peut  être utilisé par des avions contre des objectifs navals.

- Mardi 10 mars 2009 :  Le ministre de l'Énergie, Parviz Fattah, estime que la centrale nucléaire de Bouchehr (sud), construite et testée actuellement par les Russes, entrerait en service d'ici le 22 août : « D'ici la fin du mois iranien de Mordad, 500 mégawatts sur les 1 000 de la centrale nucléaire de Bouchehr seront fournis au réseau électrique national ». La Russie a commencé à tester la centrale le 25 février et a livré du combustible nucléaire il y a plus d'un an, actuellement sous scellés de l'AIEA.

- Mardi 17 mars 2009 : L'ancien président Mohammad Khatami déclare de ne pas se présenter à la prochaine élection présidentielle par obligation morale pour éviter une division au sein du camp des réformateurs. Sa possible candidature avait suscité l'espoir des réformateurs favorables à une amélioration des relations avec l'Occident et pour une libéralisation du gouvernement conservateur islamique en Iran. Selon lui, Mir Hossein Moussavi, a les qualités nécessaires pour apporter le changement au pays, et « peut potentiellement emporter les voix populaires et être élu, si nous agissons avec sagesse et réalisme ».

- Mercredi 25 mars 2009 : Selon le général israélien Amos Yadlin, chef des renseignements militaires israéliens, l'Iran disposera d'ici un an de la capacité de produire une bombe nucléaire mais ne se montre pas pressé de la fabriquer, estimant qu'un dialogue avec Téhéran pouvait encore être couronné de succès : « La stratégie de l'Iran consiste à atteindre rapidement la capacité de produire une bombe nucléaire », pour autant, l'Iran ne s'empresse pas d'effectuer le dernier pas, consistant à fabriquer cette arme, « pour ne pas donner un motif à la communauté internationale d'agir ».

- Jeudi 26 mars 2009 : Un responsable de l'OTAN déclare que pour la première fois depuis près de 30 ans, l'Iran et l'Otan ont pris contact lors d'un entretien en mars entre l'un de ses diplomates et un représentant du secrétaire général de l'Otan au siège de l'Alliance atlantique, affirmant qu'un « ambassadeur iranien a visité la semaine dernière l'Otan pour la première fois depuis la chute du régime du shah » et l'avènement de la République islamique, en décembre 1979.

- Vendredi 27 mars 2009 :  Selon un haut responsable américain en marge d'une conférence internationale sur l'Afghanistan à Moscou, les États-Unis et l'Iran pourraient coopérer sur l'Afghanistan. L'Iran entretient des liens étroits avec son voisin afghan, surtout avec ses populations chiites et persanophones, mais était opposé au régime extrémiste sunnite des talibans. Il subit par ailleurs les conséquences de l'énorme production afghane d'opium qui alimente son marché de la drogue[8].

### Avril 2009
- Lundi 6 avril 2009 : 
  - Le candidat conservateur modéré, dans sa première conférence de presse depuis l'annonce de sa candidature à la présidentielle, Mir Hossein Moussavi, déclare qu'il souhaite modifier l'image « extrémiste » de l'Iran s'il était élu, tout en excluant toute reculade sur le programme nucléaire iranien que de nombreux pays soupçonnent d'avoir des visées militaires : « L'extrémisme nous a infligé de gros dégâts. Nous devons travailler pour gagner la confiance à l'échelle internationale […] Le droit de posséder une technologie est distinct de son détournement pour fabriquer des bombes [… mais pour] obtenir une technologie pacifique ». Il a aussi critiqué implicitement les déclarations virulentes du président ultraconservateur Mahmoud Ahmadinejad sur la scène internationale, qui a qualifié par le passé les résolutions du Conseil de sécurité de l'ONU sanctionnant l'Iran à cause de son programme nucléaire de « bouts de papier » et a aussi qualifié l'holocauste de « mythe »[9].
  - Le quotidien suisse Le Temps révèle que depuis six ans, des chercheurs américains, iraniens et européens, mais aussi de Suisse, d'États arabes voire d'Israël se rencontrent en secret à Genève dans le cadre d'un processus baptisé « Track II », . Leur objectif qui s'inspire des accords d'Oslo est d'établir des ponts informels pour éviter le pire.

- Mercredi 8 avril 2009 : Une journaliste irano-américaine, Roxana Saberi, retenue à Téhéran depuis fin janvier, est officiellement inculpée pour espionnage. Selon le vice-procureur, « elle n'avait pas d'accréditation de presse et menait des activités d'espionnage sous le couvert de journalisme ».

- Jeudi 9 avril 2009 : Selon le chef de l'Organisation iranienne de l'énergie atomique (OIEA), Gholam Reza Aghazadeh, l'Iran disposerait d'environ 7 000 centrifugeuses installées à l'usine d'enrichissement de Natanz (centre). Lors de sa visite inaugurale le président Mahmoud Ahmadinejad a annoncé avoir testé deux nouveaux types de centrifugeuses plus puissantes pour l'enrichissement d'uranium.

- Samedi 11 avril 2009 : Le président Mahmoud Ahmadinejad affirme à la télévision que l'Iran maîtrise désormais la totalité du cycle de production du combustible nucléaire, après l'ouverture d'un nouveau site de production de tablettes de combustible d'uranium. Avec l'inauguration jeudi d'un site de production de tablettes d'oxyde d'uranium pour le réacteur expérimental à l'eau lourde d'une puissance de 40 mégawatts en construction près d'Arak (centre). Avec cette dernière étape du complexe cycle de fabrication du combustible nucléaire destiné à alimenter des centrales, l'Iran assure pouvoir passer à une production industrielle. Les États-Unis et leurs alliés accusent Téhéran de développer un programme nucléaire militaire clandestin sous le couvert d'un programme civil, en retraitant le combustible usé du réacteur à eau lourde pour en extraire du plutonium et fabriquer des ogives nucléaires.

- Dimanche 12 avril 2009 : le président du parlement, Ali Larijani, estime que les grandes puissances doivent désormais accepter la République islamique d'Iran comme une puissance nucléaire civile : « Désormais, le groupe 5+1 n'a aucune raison de refuser et nier la technologie nucléaire de l'Iran et par conséquent les futures négociations devront être basées sur les droits contenus dans le Traité de non prolifération […] Des régimes de surveillance plus sévères évoqués par certains au sein du groupe 5+1 n'ont aucune base juridique et légale ».

- Lundi 13 avril 2009 : Le chef de la police, le général Esmaïl Ahmadi Moghadam, déclare l'Iran est prêt à entraîner la police afghane mais a nié des discussions avec l'Otan pour une possible coopération avec les forces étrangères en Afghanistan, précisant que « les Iraniens s'intéressent à une possible coopération sur l'Afghanistan » pour traiter les problèmes que posent à Téhéran l'afflux de réfugiés afghans et les activités des réseaux afghans de trafiquants de drogue, l'héroïne faisant des ravages en Iran.

- Mercredi 15 avril 2009 : La Russie n'a pas commencé à livrer à l'Iran, comme elle l'avait prévu, des missiles sol-air S-300.

- Samedi 18 avril 2009 : 
  - La journaliste irano-américaine, Roxana Saberi, retenue à Téhéran depuis fin janvier, est condamnée par le tribunal de la révolution de Téhéran à 8 ans de détention pour espionnage au profit des États-Unis. L'association Reporters sans frontières (RSF) estime cette condamnation « lourde et injuste au regard du code pénal iranien » et rappelle qu' « en l’absence de son avocat à l’unique audience du 13 avril Roxana Saberi a dû se présenter seule devant ses juges ». RSF estimant que « à la veille des élections, cette condamnation constitue une mise en garde à l’égard des journalistes étrangers […] Les autorités iraniennes usent et abusent du chef d’inculpation d’espionnage pour arrêter les journalistes et museler ainsi davantage la liberté d’expression »[10].
  - Un homme reconnu coupable de meurtre a été pendu à Shiraz (sud). Le condamné avait violé puis tué une femme de sa famille qui gardait des moutons en pâture. Cette pendaison porte à 69 le nombre de personnes exécutées en Iran depuis le début de l'année. En 2008, 246 personnes y ont été exécutées et 335 en 2007 selon Amnesty International.

- Lundi 20 avril 2009 : Le président Mahmoud Ahmadinejad, lors d'un discours devant les participants à la Conférence de l'ONU sur le racisme à Genève, critique la création d'Israël après 1945, l'assimilant à un « gouvernement raciste ». Ses déclarations ont provoqué le départ de la salle du siège de l'ONU à Genève de plusieurs représentants européens : « Après la fin de la Seconde guerre mondiale, ils ont eu recours à l'agression militaire pour priver de terres une nation entière sous le prétexte de la souffrance juive […] Ils ont envoyé des migrants d'Europe, des États-Unis et du monde de l'Holocauste pour établir un gouvernement raciste en Palestine occupée ».

- Mardi 21 avril 2009 :  Au lendemain de la diatribe anti-israélienne du président iranien Mahmoud Ahmadinejad à Genève, le vice-premier ministre, Silvan Shalom, compare l'Iran à l'Allemagne d'Adolf Hitler, sur le site de l'ancien camp nazi d'Auschwitz-Birkenau, en Pologne : « Ce que l'Iran essaie de faire maintenant n'est pas du tout éloigné de ce que Hitler avait fait avec le peuple juif il y a 65 ans ».

- Mercredi 22 avril 2009 : L'avocate et prix Nobel de la paix Shirin Ebadi (31 ans) annonce qu'elle allait prendre en charge la défense de la journaliste irano-américaine Roxana Saberi, condamnée à 8 ans de prison pour espionnage au profit notamment des États-Unis. Elle estime aussi qu'elle n'attendait « pas grand chose » de l'élection présidentielle prévue en juin dans son pays.

- Mardi 28 avril 2009 : Deux hommes reconnus coupables de meurtre et un troisième de trafic de drogue ont été pendus dernièrement à Ahvaz (sud). Ces pendaisons portent à 73 le nombre de personnes exécutées depuis le début de l'année.

- Mercredi 29 avril 2009 : Une militante féministe, Parastou Allahyari est condamnée à un an de prison pour sa participation à la pétition « un million de signatures », qui vise à obtenir l'égalité des droits pour les femmes en Iran. D'autre part, une autre militante féministe, Maryam Malek, a été arrêtée en début de semaine et se trouve depuis détenue à la prison d'Evine. Ces derniers mois, plusieurs féministes ont été condamnées à des peines de prison.

- Jeudi 30 avril 2009 : Selon le département d'État américain, l'Iran, qui continue à planifier et financer des attentats terroristes au Proche-Orient, en Europe et en Asie, reste l'État terroriste « le plus actif » du monde.

### Mai 2009
- Vendredi 1er mai 2009 : Selon Amnesty International, une jeune iranienne de 23 ans condamnée à mort pour un meurtre commis quand elle était mineure (17 ans) a été exécutée dans la prison centrale de Rasht (nord-est de Téhéran). Lors du procès, la condamnée, Delara Darabi, avait protesté de son innocence après avoir avoué le crime, en expliquant que cet aveu visait à épargner son complice, qui était majeur.

- Mardi 5 mai 2009 :
  - Un homme de 30 ans, reconnu coupable d'adultère, a été lapidé dans la prison de la ville de Rasht (nord). La femme impliquée dans cette affaire « s'est repentie et n'a pas été lapidée ». En 2002, l'ayatollah Mahmoud Hashemi Shahroudi avait imposé un moratoire sur les lapidations.
  - 8 trafiquants de drogue ont été pendus dans la prison de la ville de Taybad (est), située à la frontière avec l'Afghanistan. Une grande partie de la drogue produite en Afghanistan est acheminée en Iran par des trafiquants de drogue soit pour la consommation locale soit pour être ensuite envoyée vers les pays européens et arabes.

- Samedi 9 mai 2009 :
  - Selon le ministère de l'Intérieur, 475 Iraniens (433 hommes et 42 femmes) se sont enregistrés comme candidats potentiels à l'élection présidentielle du 12 juin, mais ce nombre devrait être réduit après examen par les autorités. Lors de la présidentielle de 2005, 1 014 personnes s'étaient enregistrées mais le Conseil des Gardiens de la constitution en avait autorisé seulement sept à se présenter au scrutin. Les quatre principaux candidats à s'être enregistrés cette fois sont le président Mahmoud Ahmadinejad, l'ex-premier ministre Mir Hossein Moussavi, l'ex-président du Parlement Mehdi Karoubi et l'ex-chef du corps des Gardiens de la révolution Mohsen Rezaie.
  - 2 trafiquants de drogue ont été pendus dans la prison de la ville de Shiraz (sud) pour le trafic de 1,2 tonne d'opium.

- Dimanche 10 mai 2009 : Fin du procès en appel à huis clos de la journaliste irano-américaine Roxana Saberi, condamnée à 8 ans de prison en Iran pour espionnage au profit des États-Unis. Le verdict est attendu pour cette semaine. Selon un de ses deux avocats, les juges ont, contrairement au procès de première instance, « donné suffisamment de temps » à l'accusée et à ses avocats pour se défendre.

- Lundi 11 mai 2009 : La journaliste irano-américaine Roxana Saberi, condamnée en Iran à huit ans de prison pour espionnage, a vu en appel sa peine réduite à deux ans avec sursis pour espionnage au profit des États-Unis, ce qui lui a permis de quitter rapidement la prison.

- Mardi 12 mai 2009 :
  - Le guide suprême, l'ayatollah Ali Khamenei, lors d'un discours en public à Sanandaj (Kurdistan iranien), apporte son soutien implicite au président sortant Mahmoud Ahmadinejad, en dressant le portrait du candidat idéal, conforme à l'image que le président veut donner de lui-même. Le président Ahmadinejad a accusé ses deux prédécesseurs, le réformateur Mohammad Khatami (1997-2005) et le conservateur Hachemi Rafsandjani (1989-1997), de s'être éloigné des valeurs de la révolution, notamment en oubliant le petit peuple au profit des riches[11].
  - Selon le chef des Renseignements militaires israéliens, le général Amos Yadlin, l'Iran est « très proche » d'acquérir des capacités nucléaires militaires, et pourrait d'ici 2010 avoir consolidé son programme nucléaire militaire. Selon lui, la stratégie iranienne est « de ne pas se mettre à dos la communauté internationale tout en poursuivant discrètement son programme nucléaire militaire ».

- Mercredi 13 mai 2009 : Cinq hommes, reconnus coupables de meurtre, sont pendus à Chiraz (sud).

- Samedi 16 mai 2009 :
  - Le candidat réformateur à l'élection présidentielle, Mehdi Karoubi, critique les déclarations du président Mahmoud Ahmadinejad niant l'Holocauste, affirmant que cela avait profité à Israël : « Ahmadinejad a rendu le plus grand service à Israël en évoquant l'Holocauste car maintenant le monde s'est levé pour soutenir Israël […] Pourquoi évoque-t-on la question de l'Holocauste, est-ce que l'on veut défendre Hitler ? ».
  - Le quotidien réformateur Yas-No ("Nouveau jasmin"), dirigé par Mohammad Naïmipour et considéré comme très proche de l'ancien président réformateur Mohammad Khatami, est à nouveau interdit par la justice au lendemain de sa reparution après six ans d'absence, à la suite de l'appel du procureur contre la décision du juge, intervenue il y a quelques mois, autorisant la reparution du journal. Depuis l'arrivée au pouvoir du président ultra-conservateur Mahmoud Ahmadinejad, les pressions se sont multipliées contre la presse et plusieurs journaux ont été fermés par la justice[12].

- Lundi 18 mai 2009 : Une Iranienne de 32 ans est arrêtée pour « les meurtres en série » de cinq femmes dans la ville de Qazvin (nord), entre février et mai dernier.

- Mardi 19 mai 2009 : Un homme reconnu coupable de trafic de drogue a été pendu à Dezfoul (sud-ouest). Il avait en sa possession 23 kilogrammes d'héroïne. Il s'agit de la 111e pendaison depuis le début de l'année.

- Mercredi 20 mai 2009 : Le Conseil des gardiens de la constitution approuve les candidatures du président sortant Mahmoud Ahmadinejad, de Mir Hossein Moussavi (ex-premier ministre), de Mehdi Karoubi (ex-président du Parlement) et de Mohsen Rezaie (ex-chef des Gardiens de la révolution) pour l'élection présidentielle du 12 juin. Le Conseil a étudié 475 candidatures potentielles et n'a retenu aucune des 42 candidatures féminines.

- Dimanche 24 mai 2009 :
  - Le ministre de la Défense, Mohammad Mostafa Nadjar, a annoncé le lancement de la production d'un canon naval anti-aérien capable de frapper des missiles de croisière : « La portée maximale du canon naval, appelé Fath (victoire en farsi) 40 mm, est de douze kilomètres et il tire à une cadence de 300 coups par minute. [… Il] peut être utilisé contre des missiles de croisière. C'est une arme de défense anti-aérienne de basse altitude utilisable sur des navires ».
  - Le chef d'état-major interarmées américain, l'amiral Michael Mullen, a estimé que l'Iran avançait dans son objectif d'obtenir l'arme nucléaire mais a mis en garde contre les conséquences incertaines d'éventuelles frappes militaires.

- Mercredi 27 mai 2009 : L'ordre d'exécution d'un condamné à mort pour un crime commis en 2003 alors qu'il avait 15 ans a été suspendu.

- Jeudi 28 mai 2009 : Une explosion dans mosquée de Zahedan (province du Sistan-Balouchistan, sud-est), au moment de la prière du soir, cause la mort de 25 personnes et en blesse 125 autres. Les autorités accusent les États-Unis d'avoir recruté les auteurs de cet attentat. L'attentat est finalement revendiqué par le groupe rebelle baloutche Joundallah (« soldats de Dieu »), affirmant riposter ainsi à l'arrestation par les forces de sécurité iraniennes de plusieurs membres de la minorité sunnite du Sistan-Balouchistan et « venger » ceux parmi eux qui ont été exécutés par le régime.

- Vendredi 29 mai 2009 : Des hommes armés ont ouvert le feu contre un bureau de campagne du président Mahmoud Ahmadinejad à Zahedan (Sistan-Balouchistan, sud-est), blessant trois personnes dont un enfant.

- Samedi 30 mai 2009 :
  - Trois hommes reconnus coupables de complicité dans l'attentat contre une mosquée à Zahedan (Sistan-Balouchistan, sud-est), qui a fait 25 morts jeudi, ont été pendus.
  - Une bombe a été neutralisée dans un avion de ligne intérieure iranienne qui se rendait d'Ahvaz (province du Khouzistan, sud-ouest) à Téhéran. La bombe a été découverte dans les toilettes, 15 minutes après le décollage de l'avion qui avait à son bord 131 passagers. L'avion a immédiatement fait demi-tour pour atterrir à Ahvaz. Ces dernières années, des attentats ont été commis par des groupes rebelles de l'importante minorité arabe de la région[13].

### Juin 2009
- Lundi 1er juin 2009 : L'incendie criminel d'un bâtiment d'une société de crédit située dans la ville de Zahedan (sud-est), cause la mort de 5 personnes. Ce bâtiment avait été la cible jeudi dernier d'un attentat ayant fait 25 morts.

- Mardi 2 juin 2009 :
  - Le calme est revenu dans la ville de Zahedan après l'incendie criminel qui a fait 5 morts (des chiites) et à des échauffourées interconfessionnelles qui ont aussi fait 5 morts (des sunnites) . « Tous les magasins et les administrations sont ouverts et la vie normale a repris » selon le quotidien local[14].
  - Emad Bahavar, membre du Mouvement de la liberté d'Iran (MLI), un parti d'opposition, a été libéré sous caution après avoir été interpellé la semaine dernière pour propagande contre le régime. Le MLI, qui rassemble plusieurs figures du mouvement dit des nationaux-religieux, est théoriquement interdit d'existence mais néanmoins toléré.

- Mercredi 3 juin 2009 : Le président Mahmoud Ahmadinejad, s'exprimant devant 600 universitaires et religieux, a qualifié l'holocauste de « grosse tromperie » et a estimé que les démocraties libérales du monde avaient dégradé « les valeurs humaines », affirmant : « L'identité de la démocratie libérale a été révélée au monde par sa protection du régime le plus criminel de l'histoire de l'Humanité, le régime sioniste, en utilisant la grosse tromperie qu'est l'holocauste […] Le seul moyen de remplacer la pensée libérale est de revenir aux enseignements des prophètes divins […] Les pensées et le système des régimes libéraux ont rabaissé les standards de la perfection humaine. Les régimes libéraux ne peuvent pas résoudre les problèmes politiques les plus simples au monde »[15].

- Samedi 6 juin 2009 :
  - Le grand ayatollah Youssef Saanei, de tendance réformiste, ne cache plus vouloir voir échouer le président en exercice Mahmoud Ahmadinejad au scrutin du 12 juin, bien qu'officiellement, il ne « soutient aucun candidat en particulier »[réf. nécessaire].
  - Le président Mahmoud Ahmadinejad réplique aux accusations de mensonge du candidat réformateur Mehdi Karoubi (72 ans) sur les performances de son gouvernement — « La première condition pour un gouvernement est d'être honnête et la première règle est de ne pas mentir » — par un déluge de chiffres et diagrammes lors d'un débat télévisé, démontrant selon lui que les performances de son gouvernement étaient inégalées par rapport à celles des précédents[16].
  - Deux membres du groupe rebelle sunnite Joundallah (« Soldats de Dieu ») ont été pendus à la prison de Zahedan.
  - Israël critique l'« impuissance » de l'Agence internationale de l'énergie atomique (AIEA) à mener « un contrôle total et efficace » sur les programmes nucléaires de l'Iran et demande que « la communauté internationale prennent immédiatement des mesures fermes afin de s'assurer que l'Iran ne sera pas en mesure de produire des armes nucléaires »[17].

- Dimanche 7 juin 2009 : quelque 88 personnes, dont 30 Afghans, ont été arrêtées à Zahedan lors de troubles interreligieux, « pour participation aux troubles, incendie, destruction, vol et agression ».

- Mercredi 10 juin 2009 : l'ex-président Hachemi Rafsandjani déplore le silence du guide suprême Ali Khamenei après les accusations de corruption portées contre lui et son fils par le président Mahmoud Ahmadinejad.

- Vendredi 12 juin 2009 : le président sortant, l'ultraconservateur Mahmoud Ahmadinejad, remporte officiellement l'élection présidentielle, avec 64,9 % des voix, alors que son principal adversaire, Mir Hossein Moussavi, un conservateur modéré, crédité de 32,6 % des voix, revendique une large victoire « avec une marge importante » se montant à « 65 % des voix ». Il dénonce de nombreuses irrégularités, comme la fermetures de bureaux de vote là où des électeurs attendaient encore leur tour, et accuse l'establishment du régime islamique de « manipuler le vote populaire » pour maintenir son adversaire au pouvoir. Les forces de sécurité avertissent que toute manifestation de rue serait sévèrement réprimée, comme toutes les atteintes au régime islamique du pays[18].

- Samedi 13 juin 2009 :
  - Selon le ministre de l'Intérieur Sadegh Mahsouli, le président sortant Mahmoud Ahmadinejad remporte officiellement l'élection présidentielle au premier tour avec 62,63 % des voix, contre 33,75 % à son principal adversaire, l'ex-premier ministre Mir Hossein Moussavi, 1,73 % au conservateur Mohsen Rezaï et 0,85 % au réformateur Mehdi Karoubi. Des heurts opposent à Téhéran la police à des partisans de Mir Hossein Moussavi, un des candidats à la présidentielle.
  - Mir Hossein Moussavi déclare qu'il ne « pliera pas à cette mise en scène dangereuse créée » avec un scrutin entaché selon lui d'« irrégularités visibles et nombreuses », expliquant qu'il était de son « devoir religieux et national de révéler les secrets de ce processus dangereux et d'expliquer ses conséquences destructrices sur le destin du pays ». Il a soumis au Conseil des gardiens de la Constitution une demande d'annulation du scrutin pour irrégularités.
  - Selon l'association Reporters sans frontières (RSF) ces élections ont connu une « censure massive » de la presse et notamment des sites internet — Entekhab, Ayandenews, Moj Sevom, Norooznews, Ghalamsima — dans le but de les « empêcher de rendre compte des fraudes qui ont entaché le premier tour des élections présidentielles ». Par ailleurs, « pour empêcher l’opposition de collecter les résultats électoraux, le système de SMS a été largement perturbé et ses partisans empêchés d’accéder à de nombreux bureaux de vote » et « les médias d’Etat ont été sommés d’annoncer rapidement la victoire du président sortant » tandis que « les sites internet officiels des candidats qui critiquent les résultats officiels ont été bloqués »[19].
  - Arrestations : Plusieurs responsables réformateurs, notamment Mohsen Mirdamadi, chef du Front de la participation, proche de l'ancien président Mohammad Khatami, ont été arrêtés. Selon le quotidien israélien Haaretz, l'ex-candidat Mir Hossein Moussavi aurait aussi été arrêté et placé en résidence surveillée. Selon la police, au moins 60 « organisateurs » des « émeutes survenues à Téhéran », après l'annonce de la réélection du président Mahmoud Ahmadinejad, ont été arrêtés.

- Dimanche 14 juin 2009 :
  - Plusieurs milliers de partisans  du président Mahmoud Ahmadinejad, brandissant des drapeaux iraniens, se sont rassemblées dans le centre de Téhéran à l'occasion d'un discours qu'il devait prononcer après sa victoire électorale. Lors de la conférence de presse, le président a estimé que le dossier du nucléaire iranien appartenait « au passé », ajoutant que son pays était en revanche prêt à lancer « une étude globale pour le désarmement nucléaire dans le monde ».
  - Le groupe public de radio-télévision britannique BBC indique que les satellites diffusant le signal de BBC Persian, portant ses programmes au Proche-Orient et en Europe étaient la cible d'« important brouillage électronique des satellites » précisant que les techniciens « ont retracé [l'origine] des interférences et elles viennent d'Iran ». Ses programmes en arabe ainsi que dans d'autres langues rencontrent depuis vendredi après 12h45 GMT des problèmes de transmission, avec parfois même des interruptions totales du signal. BBC World Service diffuse des programmes de radio et télévision à l'étranger en anglais et dans 31 autres langues. D'autre part, la BBC, dévoile que John Simpson, correspondant de la BBC à Téhéran, et son caméraman ont été brièvement arrêtés et affirme que des médias avaient fait l'objet de pression pour ne pas envoyer vers l'étranger des images des manifestations dans les rues de la capitale iranienne[20].
  - Al-Arabiya, la chaîne de télévision d'informations en continu à capitaux saoudiens, annonce que les autorités iraniennes ont décidé de fermer son bureau à Téhéran « pour une semaine », sans avancer de raisons.
  - Selon le vice-président américain Joe Biden, il existe « de vrais doutes » sur la légitimité de la réélection du président sortant Mahmoud Ahmadinejad à l'élection présidentielle d'hier, « vu la façon dont ils répriment la liberté d'expression, la façon dont ils répriment la foule, la manière dont les gens sont traités ». De son côté, Amnesty International dénonce la répression, menée par les forces de sécurité, contre les manifestants qui contestaient la réélection du président Mahmoud Ahmadinejad : « Les scènes choquantes de violences, perpétrées par les forces de sécurité, doivent immédiatement faire l'objet d'une enquête, et les responsables d'atteintes aux droits de l'Homme doivent être traduits en justice ».
  - Reza Pahlavi, fils du dernier shah d'Iran renversé par la révolution islamique, appelle la communauté internationale à soutenir un « scénario de désobéissance civile » en Iran, estimant que le changement dans son pays ne pourrait venir que de l'intérieur, estimant qu'« il ne fallait pas s'attendre à d'autres résultats » que la réélection de Mahmoud Ahmadinejad à la présidence : « Il est temps que le monde soutienne mes compatriotes dans leur combat pour la liberté, les droits de l'homme et la démocratie […] Il ne fallait pas s'attendre à d'autres résultats: quand on connaît un système où il y a une personne tout en haut qui dit avoir un pouvoir divin, qui contrôle tous les aspects du gouvernement et qui dicte des candidats. Le fond du problème, c'est ce régime, et tant que ce régime est en place, je pense que malheureusement les Iraniens n'arriveront pas à retrouver l'opportunité de progrès et de liberté […] La seule solution pour le monde, avant que l'Iran ait sa bombe, est d'aider à ce qu'il y ait un changement de l'intérieur [par] les Iraniens eux-mêmes, qui sont les alliés du monde libre »[21].

- Lundi 15 juin 2009 :
  - Ouverture à Vienne du Conseil des gouverneurs de l'Agence internationale de l'énergie atomique, consacrée notamment au dossier nucléaire iranien. Le dernier rapport  du directeur général de l'agence, Mohamed ElBaradei, indique que l'Iran a accumulé 1 339 kg d'uranium faiblement enrichi, en dépit des injonctions du Conseil de sécurité de l'ONU qui craint que Téhéran ne se dote de l'arme atomique, ce que nie la République islamique, qui évoque un programme civil.
  - Le guide suprême de la Révolution, Ali Khamenei, ordonne l'ouverture d'une enquête sur les accusations de fraude électorale lors du scrutin présidentiel dont le candidat réformateur, Mir Hossein Moussavi, a réclamé l'annulation.
  - L'ex-président réformateur Mohammad Khatami annonce vouloir s'opposer à la réélection du président Mahmoud Ahmadinejad « jusqu'à ce que les résultats de l'élection soient annulés et un nouveau scrutin organisé ».
  - La manifestation de soutien au candidat à la présidentielle Mir Hossein Moussavi dans les rues de Téhéran a attiré plusieurs centaines de milliers de personnes, peut-être entre 1,5 et 2 millions, remplissant entièrement en rangs serrés, l'avenue Azadi qui mesure 50 m de large sur un peu plus de 4 kilomètres de long, ainsi que les rues environnantes. La télévision iranienne n'a montré aucune image de la manifestation, alors qu'elle avait amplement couvert la veille celle de soutien au président Mahmoud Ahmadinejad[22].
  - À la fin de la manifestation, des affrontements ont éclaté entre des policiers et des manifestants, aux abords de la place Azadi. Des manifestants ont mis le feu à des pneus et des poubelles et plusieurs motos ont été incendiées. Dans la soirée, huit personnes civiles ont été tuées et de nombreuses autres blessées, bien que le service de médecine médico-légale affirme n'avoir enregistré aucun décès.

- Mardi 16 juin 2009 :
  - Le président Mahmoud Ahmadinejad est arrivé ce matin en Russie pour participer au Sommet de l'Organisation de coopération de Shanghai, un sommet régional consacré à la sécurité qui se tient depuis lundi.
  - Plusieurs villes de province, notamment Machhad, Ispahan et Shiraz, sont touchées par le mouvement de protestation contre la réélection du président Mahmoud Ahmadinejad. De même, des concerts de klaxons sont entendus tous les soirs et après-midi dans des quartiers de plusieurs villes du pays en signe de soutien au candidat Mir Hossein Moussavi qui appelé ses partisans à ne participer à aucune manifestation dans la journée pour ne pas tomber dans « le piège des confrontations planifiées ». La presse étrangère est interdite de couvrir les manifestations illégales.
  - Des artistes iraniens, dont Marjane Satrapi et Mohsen Makhmalbaf, appellent la communauté internationale à ne pas reconnaître l'élection du président iranien Mahmoud Ahmadinejad qu'ils ont qualifiée de « coup d'État », affirmant que selon les chiffres réels du ministère de l'Intérieur, Mir Hossein Moussavi a obtenu 19 075 723 des voix, Mehdi Karoubi en a obtenu 13 387 104 et Mahmoud Ahmadinejad seulement 5 698 000 voix : « Reconnaître la légitimité de M. Ahmadinejad signifierait ne pas reconnaître la légitimité du peuple iranien. Nous avons besoin que vous souteniez le mouvement démocratique du peuple iranien qui veut vivre en paix, être capable de rêver et de définir sa place comme une grande nation au sein de la communauté internationale »[23].
  - Plusieurs milliers de partisans de Mahmoud Ahmadinejad, dont beaucoup de Gardiens de la Révolution, ont manifesté à Téhéran pour le soutenir. La télévision officielle a diffusé des images sans jamais montrer le visage des participants censés selon elle représenter « toutes les couches de la société ».

- Mercredi 17 juin 2009 :
  - Un nombre important de responsables, d'universitaires et de journalistes proches du camp réformateur qui a soutenu le candidat à la présidentielle, Mir Hossein Moussavi, ont commencé à être arrêtés. Le ministre des Renseignements, Gholam Hossein Mohseni Ejeie, annonce que 26 « cerveaux » « responsables des troubles » ont été arrêtés. Les Gardiens de la Révolution exigent que les sites et blogs iraniens retirent tout matériel susceptibles de « créer des tensions » ou de s'exposer à des poursuites[24]. L'ambassade de France à Téhéran « a été attaquée par des manifestants ».
  - Les partisans de Mir Hossein Moussavi et des autres candidats battus, ont décidé de poursuivre leurs manifestations quotidiennes malgré l'interdiction des autorités. Mir Hossein Moussavi réitère son appel à annuler les résultats de l'élection et appelle à une grande manifestation jeudi à Téhéran.

- Jeudi 18 juin 2009 :
  - Selon le Conseil des gardiens de la Constitution, les trois candidats battus au scrutin présidentiel ont déposé plainte pour un total de 646 irrégularités. Des dizaines de milliers d'Iraniens, partisans de Mir Hossein Moussavi ont manifesté  pour la sixième journée consécutive.
  - Le président Mahmoud Ahmadinejad est accusé d'être impliqué dans l'assassinat, le 13 juillet 1989, d'un opposant kurde à Vienne, Abdel Rahman Ghassemlou, secrétaire général du Parti démocratique du Kurdistan/Iran (PDKI), un mouvement d'opposition interdit par Téhéran, et de deux de ses collaborateurs[25].
  - La fille et un des fils de l'ancien président Hachemi Rafsandjani ont été interdits de quitter l'Iran par la justice en raison de leur implication dans les manifestations de l'opposition[26].

- Vendredi 19 juin 2009 :
  - La lauréate iranienne du prix Nobel de la Paix, Shirin Ebadi, avocate et militante des droits de l'homme, appelle à l'annulation de l'élection présidentielle et à l'organisation de nouvelles élections. Selon elle, cette élection a été entachée d'irrégularités, « dans de nombreux bureaux de vote, les représentants de Mir Hussein Moussavi et de Mehdi Karoubi n'ont pas reçu l'autorisation d'être présents », permettant le truquage des urnes. Elle appelle à « la libération inconditionnelle de toutes les personnes arrêtées et emprisonnées pour s'être opposées au résultat de l'élection » et à ce qu'il soit donné ordre de « mettre fin aux violences contre les manifestants exercées par la police et la milice Bassidj », dévouée au président Ahmadinejad[27].
  - Le candidat conservateur Mohsen Rezaï dénonce des irrégularités dans le scrutin en affirmant que dans certaines circonscriptions la participation avait atteint 140 %, présentant une liste de « 170 circonscriptions où la participation a atteint entre 95 % et 140 % ». Le  ministère de l'Intérieur refuse de lui fournir le détail des résultats bureau de vote par bureau de vote, comme il le réclame depuis samedi dernier. Il n'y a pas de liste électorale en Iran et un électeur peut théoriquement voter n'importe où dans le pays[28].
  - Le guide suprême, l'ayatollah Ali Khamenei, exige la fin des manifestations et avertit qu'il « ne cèdera pas à la rue », car si « certains choisissent une autre voie que de participer à la fête de l'élection », il interviendrait alors pour les dénoncer devant le peuple[29].
  - Selon Amnesty International, au moins 15 personnes ont été tuées à Téhéran lors des manifestations de l'opposition qui ont suivi la présidentielle contestée.

- Samedi 20 juin 2009 :
  - Le rédacteur en chef du quotidien réformateur, Etemad Melli, dirigé par le candidat à la présidentielle Mehdi Karoubi, a été arrêté.
  - Quatre hommes ont été pendus dans la prison de la ville d'Ahvaz; deux pour meurtre et deux autres pour trafic de drogue. Ces exécutions portent à 125 le nombre de personnes exécutées en Iran depuis le début de l'année, contre 246 pour toute l'année 2008.
  - Plusieurs personnes sont mortes dans l'incendie d'une mosquée à Téhéran par « des émeutiers » lors d'une manifestation de l'opposition. Des affrontements avec les forces de l'ordre ont causé la mort de 13 personnes. 457 personnes ont été arrêtées autour de la place Azadi à Téhéran. Selon l'agence Fars, 40 policiers ont été blessés et 34 bâtiments gouvernementaux endommagés. La fille de l'ancien président Hachemi Rafsandjani a été arrêtée avec quatre membres de sa famille pour avoir participé aux manifestations, elle a été libérée le lendemain.

- Dimanche 21 juin 2009 :
  - Le ministère des Renseignements annonce l'arrestation des membres du groupe d'opposition en exil des Moudjahiddines du peuple à la suite des manifestations qui secouent le pays après la réélection contestée du président Mahmoud Ahmadinejad.
  - À la suite de l'expulsion du correspondant de la BBC à Téhéran, le ministère de la Culture menace les médias britanniques de « conséquences plus sérieuses » s'ils « continuent à s'ingérer dans les affaires intérieures » iraniennes. D'autre part, un journaliste canadien travaillant en Iran pour l'hebdomadaire américain Newsweek, Maziar Bahari, a été arrêté.
  - Le chef de l'opposition Mir Hossein Moussavi s'engage à poursuivre le mouvement de protestation contre les résultats du scrutin du 12 juin.

- Lundi 22 juin 2009 :
  - Le Conseil des Gardiens de la Constitution, chargé de superviser la présidentielle iranienne, estime qu'il y avait eu lors du scrutin du 12 juin plus de votes que d'électeurs potentiels dans 50 districts sur les 366 que compte le pays, mais que « cela n'aura pas une influence importante sur les résultats de l'élection ».
  - Les Gardiens de la révolution menacent de réprimer à nouveau dans le sang toute nouvelle manifestation de l'opposition, mettant en garde contre une « confrontation révolutionnaire » si les manifestants redescendent dans la rue. Les manifestants doivent « se préparer à une résolution et à une confrontation révolutionnaire avec les Gardiens, les Bassidji et les autres forces de sécurité et disciplinaires ».
  - Une manifestation d'un millier de partisans de l'opposition à Téhéran a été réprimée par la police et les paramilitaires Bassidj (milice islamiste). 60 personnes ont été arrêtées.
  - Reza Pahlavi, le fils en exil du shah d'Iran met en garde contre les conséquences néfastes que pourrait avoir la répression de l'opposition iranienne sur l'ensemble du Moyen-Orient, et qui pourraient aller selon lui jusqu'à un conflit nucléaire, car « si le pire se produit, les tyrans fanatiques qui savent que l'avenir est contre eux pourraient mettre fin à leur règne selon leurs propres termes : l'holocauste nucléaire ». Il exhorte les médias occidentaux à continuer d'agir comme « une artère de l'information, reliant les différentes composantes du mouvement pour la liberté en Iran » en faisant connaître dans le monde entier le message des manifestants. Des manifestations sont lieu dans tout le pays et rassemblent toutes les couches de la population, des ouvriers d'usine aux universitaires. Les Iraniens ont réussi à contourner le black-out des médias en envoyant des messages et des vidéos à la presse ou à des connaissances à l'étranger par les sites de socialisation et de partage de photos et de vidéos en ligne, ainsi que par le site de micro-blogs Twitter.

- Mardi 23 juin 2009 :
  - Le Conseil des Gardiens de la Constitution exclut totalement d'annuler les résultats de l'élection présidentielle contestée du 12 juin qui a vu la victoire du président sortant Mahmoud Ahmadinejad, l'instance n'ayant constaté « aucune fraude ou irrégularité majeure dans l'élection ». Le ministère russe des Affaires étrangères approuve les résultats de la présidentielle iranienne estimant que le scrutin iranien est « une affaire exclusivement interne » et les différends qui en découlent « doivent être réglés dans le cadre strict des lois et de la Constitution de l'Iran ».
  - Médias : Un journaliste grec couvrant la contestation des résultats et travaillant pour un média américain est arrêté. La télévision d'État diffuse des témoignages de personnes présentées comme des manifestants, affirmant avoir été entraînés par des médias comme la BBC et Voice of America dans les violences qui secouent Téhéran depuis dix jours. Les médias étrangers ne peuvent couvrir les évènements qui ne sont pas spécifiquement « au programme » du ministère de la Culture et de la guidance islamique. Plusieurs journalistes travaillant pour des médias étrangers ont par ailleurs été expulsés d'Iran.
  - Les manifestations contestant la réélection du président sortant ont fait au moins 17 morts et une centaine de blessés, et des centaines de personnes ont été arrêtées depuis l'annonce des résultats le 13 juin.
  - Deux diplomates iraniens sont expulsés de Grande-Bretagne en réponse à la décision iranienne d'expulser deux diplomates britanniques.

- Mercredi 24 juin 2009 :
  - Le candidat conservateur à l'élection présidentielle, Mohsen Rezaï, annonce le retrait de sa plainte pour irrégularités dans le scrutin du 12 juin en arguant notamment du peu de temps — 5 jours — accordé par les autorités pour les examiner.
  - À Paris, la journaliste irano-américaine, Roxana Saberi, libre depuis plus d'un mois, dénonce la « répression inhumaine » des autorités iraniennes. Lors de ses cent jours de détention, à la suite d'accusations d'espionnage au profit des États-Unis, elle a subi d'intenses « pressions physiques et psychologiques ».

- Jeudi 25 juin 2009 :
  - Le grand ayatollah dissident, Hossein Ali Montazeri, estime que si la répression des manifestations pacifiques se poursuivait, elle pourrait faire tomber le gouvernement : « Si le peuple iranien ne peut pas revendiquer ses droits légitimes dans des manifestations pacifiques et est réprimé, la montée de la frustration pourrait éventuellement détruire les fondations de n’importe quel gouvernement, aussi fort soit-il ». Il appelle par ailleurs ses compatriotes qui contestent la légitimité de la réélection du président Mahmoud Ahmadinejad à poursuivre leur mouvement.
  - Au moins 141 politiciens, universitaires, étudiants et journalistes iraniens sont sous les verrous depuis le début des troubles contestant la réélection de Mahmoud Ahmadinejad, et au moins 17 Iraniens ont été tués au cours de ces manifestations. Le pouvoir annonce le démantèlement de réseaux de « cerveaux » censés avoir organisé les manifestations de l’opposition. Huit membres de la milice islamique iranienne Bassij ont été tués dans ces manifestations.

- Samedi 27 juin 2009 : Selon la Ligue iranienne des droits de l'homme, plus de 2 000 personnes ont été arrêtées depuis le scrutin du 12 juin. Dans un Iran chaque jour plus coupé du monde et réduit au silence, la terreur et la répression systématique se poursuivent. Les familles sont sans nouvelles, beaucoup de jeunes et d'étudiants ont littéralement « disparu », notamment en province sans que l'on sache ce qui leur est arrivé. Les dépouilles des morts n'ont pas été rendues aux familles.

- Dimanche 28 juin 2009 : Selon la Fédération internationale des ligues des droits de l'Homme (FIDH), « plus de 2 000 personnes » sont détenues en Iran, et des centaines d'autres sont « portées disparues ».

- Lundi 29 juin 2009 :
  - Le Conseil des gardiens de la Constitution a confirmé les résultats du scrutin présidentiel du 12 juin et la réélection de Mahmoud Ahmadinejad, à l'issue d'un recomptage partiel de 10 % des urnes[30].
  - Le groupe téléphonique Nokia Siemens Networks reconnaît avoir fourni, à l'opérateur de télécommunications iranien TCI, des technologies permettant d'écouter les conversations téléphoniques, en particulier des équipements de surveillance des appels vocaux.

### Juillet 2009
- Mercredi 1er juillet 2009 :
  - Six trafiquants de drogue ont été pendus dans une prison de Qom. Ces exécutions portent à 139 le nombre de personnes exécutées en Iran depuis le début de l'année.
  - Une universitaire française est en détention accusée d'espionnage. La jeune femme a été arrêtée à l'aéroport alors qu'elle s'apprêtait à quitter l'Iran « après y avoir résidé pendant cinq mois ». On lui reproche d'avoir participé à des manifestations à Ispahan après la réélection du président Mahmoud Ahmadinejad[31].

- Vendredi 3 juillet 2009 :
  - Le chef du Conseil des gardiens de la Constitution, l'ayatollah Ahmad Jannati accuse certains des employés locaux de l'ambassade du Royaume-Uni à Téhéran d'avoir fomenté des troubles dans les manifestations contestant la réélection de Mahmoud Ahmadinejad, et annonce qu'ils seront traduits en justice. Deux des neuf employés iraniens de l'ambassade arrêtés le 28 juin après les manifestations restent détenus à ce jour. Les États membres de l'Union européenne ont décidé vendredi de convoquer les ambassadeurs de l'Iran en Europe. Le huitième est libéré le 5 juillet.
  - Deux jeunes Iraniens en exil, Payman et Sina, présentent un pamphlet en huit planches « Persépolis 2.0 » contre le régime actuel et le résultat contesté de l'élection présidentielle du 12 juin en détournant la bande dessinée et le film de Marjane Satrapi, Persépolis dont le trait noir et l'humour s'attaquait au régime des mollahs et aux conséquences de la révolution islamique de 1979-1980[32],[33].

- Samedi 4 juillet 2009 : Vingt trafiquants de drogue ont été pendus dans une prison près de Téhéran.

- Dimanche 5 juillet 2009 :
  - Le candidat à l'élection présidentielle du 12 juin, Mir Hossein Moussavi, a publié un nouveau rapport de 25 pages pour dénoncer les « fraudes » et « irrégularités » du scrutin[34].
  - Selon le Sunday Times, l'Arabie saoudite a donné son accord tacite au gouvernement israélien pour un survol de son territoire dans l'hypothèse de  frappes contre les installations nucléaires iraniennes. Le chef du Mossad aurait eu depuis 2002 des rencontres secrètes régulières avec les Saoudiens à ce sujet. Les dirigeants arabes reconnaissent en privé qu'ils seraient soulagés de  voir la menace d'un bombe nucléaire iranienne s'éloigner[35].

- Mardi 7 juillet 2009 : Le président Mahmoud Ahmadinejad annonce de prochains importants changements dans son gouvernement et veut donner la priorité aux secteurs sociaux dans les questions du « logement, de l'emploi et des réformes économiques ».

- Mercredi 8 juillet 2009 : L'avocat Mohammad-Ali Dadkhah, proche collaborateur du prix Nobel de la paix Shirin Ebadi, est arrêté à son cabinet. Il est un membre fondateur du Cercle des défenseurs des droits de l'homme qui a critiqué à de nombreuses reprises la situation des droits de l'homme en Iran.

- Jeudi 9 juillet 2009 : Une manifestation de plusieurs centaines de personnes commémorant les émeutes étudiantes de juillet 1999 est dispersée violemment par la police. Plusieurs manifestants ont été arrêtés.

- Vendredi 10 juillet 2009 : Des scientifiques iraniens de l'Institut de recherche de Royan annoncent avoir réussi à cloner un taureau après une chèvre et une brebis. Cette naissance s'inscrit dans le programme iranien de recherche sur les cellules-souches. Les dirigeants religieux chiites ont autorisé le clonage animal mais interdit celui sur les humains. Au contraire de pays musulmans sunnites, tels que l'Arabie saoudite, qui n'autorisent aucune forme de clonage.

- Dimanche 12 juillet 2009 :
  - Reporters sans frontières dénonce l'arrestation de 5 nouveaux journalistes, portant à 41 le nombre de journalistes et cyberdissidents emprisonnés dans le pays, un mois après les résultats controversés de l'élection présidentielle[36].
  - Téhéran a accueilli en héros cinq Iraniens libérés cette semaine par les forces américaines en Irak qui les détenaient depuis deux ans et demi.

- Lundi 13 juillet 2009 :
  - Sept membres des Moudjahiddines du peuple, principal groupe de l'opposition armée iranienne, ont été arrêtés à Qazvin.
  - L'ex-candidat conservateur Mohsen Rezaï estime que les divisions politiques et sociales apparues après le scrutin controversé du 12 juin pourraient mener à un « effondrement » de la République islamique.

- Mardi 14 juillet 2009 : 13 membres du groupe rebelle sunnite Joundallah (« Soldats de Dieu ») ont été pendus publiquement à Zahedan, chef-lieu de la province de Sistan-Balouchistan. Parmi les quatorze condamnés figure Abdolhamid Righi accusé par les autorités d'avoir mené ces dernières années de nombreux attentats et actions armées, mais sa pendaison a été reportée[37].

- Mercredi 15 juillet 2009 : Un avion de ligne de type Tupolev de la compagnie iranienne Caspian Airlines, s'est écrasé 16 minutes après son décollage près du village de Janat-Abad (province de Qazvin). Il emportait 168 personnes à bord et il n'y aurait pas de survivants.

- Jeudi 16 juillet 2009 : Le chef de l'Organisation iranienne de l'Énergie atomique Gholam Reza Aghazadeh a démissionné de son poste, il y a 20 jours après douze ans à ce poste. Il est remplacé par l'ancien ambassadeur d'Iran auprès de l'Agence internationale de l'énergie atomique Ali Akbar Salehi.

- Vendredi 17 juillet 2009 :
  - Des milliers de partisans du leader de l'opposition Mir Hossein Moussavi ont manifesté à Téhéran, à l'issue du prêche de l'ancien président Hachemi Rafsandjani, un des ennemis jurés du président Mahmoud Ahmadinejad, qui venait de diriger pour la première fois en plus de deux mois la grande prière hebdomadaire, à l'université de Téhéran[38]. Il a demandé la libération des prisonniers et l'autorisation des journaux interdits, pour ramener le calme et restaurer la confiance partiellement perdue des Iraniens.
  - L'avocate Shadi Sadr (34 ans), membre fondatrice du Réseau des avocats volontaires et spécialiste dans la défense des droits des femmes et hommes accusés d'adultère et encourant la lapidation, a été arrêtée alors qu'elle allait assister au prêche de l'ancien président Hachemi Rafsandjani.
  - Nomination de Esfandiar Rahim Mashaei (en), un proche du président Mahmoud Ahmadinejad en remplacement de Parviz Davoudi, au poste de premier vice-président. Sa fille est mariée avec le fils de Mahmoud Ahmadinejad.

- Samedi 18 juillet 2009 :
  - Une polémique se développe sur la nomination du premier vice-président, Esfandiar Rahim Mashaei, un proche du président Mahmoud Ahmadinejad en remplacement de Parviz Davoudi, à cause de ses déclarations de juillet 2008 qui avaient provoqué un tollé chez les dignitaires religieux et les parlementaires conservateurs[39]. « Obéissant aux ordres du guide suprême », il a abandonné ses fonctions[40].
  - Les séparatistes kurdes iraniens ont tué quatre policiers dans la province d'Azerbaïdjan occidentale (nord-ouest) lors de l'attaque de militants du Pejak (Parti pour une vie libre au Kurdistan) menée contre un commissariat de police près de la ville d'Ouroumieh (région de Targovar).

- Dimanche 19 juillet 2009 : Le premier vice-président Esfandiar Rahim Mashaei, dont la nomination par le président Mahmoud Ahmadinejad a suscité des critiques dans son propre camp, annonce renoncer à exercer ses fonctions.

- Lundi 20 juillet 2009 : L'Association des religieux combattants (ARC, réformateurs), dirigée par l'ancien président Mohammad Khatami demande l'organisation d'un référendum estimant que des « millions d'Iraniens ont perdu confiance dans le processus électoral ».

- Vendredi 24 juillet 2009 : Au moins 17 personnes ont été tuées dans l'accident d'un avion iranien survenu à Mashhad (nord-est).

- Samedi 25 juillet 2009 :
  - Plusieurs milliers de manifestants ont été arrêtés lors des manifestations de la journée et deux étudiants sont morts.
  - Le Sénat américain a approuvé une aide de 20 millions de dollars pour la création d'un fonds destiné à aider  l'opposition iranienne à contrer les restrictions imposées par Téhéran dans les médias et développer ses communications sur internet. 30 autres millions vont  permettre à Radio Free Europe de diffuser plus largement vers l'Iran ses émissions en farsi[41].
  - Des rassemblements se sont déroulés dans une centaine de villes dans le monde pour dénoncer les violations des droits de l'homme en Iran et soutenir l'opposition en lutte contre le régime de Téhéran[42].

- Dimanche 26 juillet 2009 : Le président iranien Mahmoud Ahmadinejad « a démis de leurs fonctions » les ministres de la Culture, des Renseignements, du Travail et de la Santé.

- Mardi 28 juillet 2009 :
  - Le guide suprême, l'ayatollah Ali Khamenei, a ordonné la fermeture d'un centre de détention « qui ne respecte pas les normes nécessaires pour le respect des droits des accusés [...] pour qu'aucune injustice ne soit commise contre les gens (...) et d'agir contre toute violation contre la sécurité, de la vie et des droits des gens »[43].
  - Le Ministère de l'Intérieur a refusé à l'opposition, menée par Mir Hossein Moussavi et Mehdi Karoubi, le droit d'organiser une cérémonie de deuil pour les personnes tuées lors des manifestations contre la réélection du président Mahmoud Ahmadinejad[44].
  - La commission parlementaire a annoncé la libération de 140 détenus de la prison d'Evine à Téhéran, qui avaient été arrêtés lors des manifestations de protestation.
  -  Irak : Le chef Maryam Radjavi des Moujahidine du Peuple du camp Achraf en Irak annonce qu'ils sont prêts à regagner leur pays en échange de « garanties » de ne pas être maltraités et de la liberté d'expression[45].

- Mercredi 29 juillet 2009 :
  - Province d'Ardabil : Trois personnes ont été arrêtées pour « prosélytisme satanique [...] auprès de la jeunesse de la ville de Parsabad »[46].
  - Le constructeur automobile Iran Khodro (60 % du marché national) menacé de faillite devrait bénéficier d'un plan de sauvetage d'un milliard de dollars de la part de l’État iranien. La dette du groupe se monterait entre 5 et 10 milliards de dollars[47].

- Jeudi 30 juillet 2009 : Plusieurs manifestations à Téhéran pour rendre hommage aux victimes des troubles qui ont suivi la réélection contestée du président Mahmoud Ahmadinejad : plus de 3 000 manifestants au Grand Mossala, plusieurs milliers d'autres sur une grande artère et 2 000 autres au cimetière de Beheshte Zahra. Les forces de police ont dispersé les manifestants. Mir Hossein Moussavi et Mehdi Karoubi ont été empêchés de se rendre à ces manifestations. Le réalisateur Jafar Panahi a été arrêté avec une vingtaine de personnes[48].

### Septembre 2009
- Mercredi 23 septembre 2009, Nations unies : Devant la 64e assemblée générale, le président américain Barack Obama durcit le ton contre l'Iran et la Corée du Nord.

- Jeudi 24 septembre 2009 : devant le G20, les présidents Barack Obama, Nicolas Sarkozy et le premier ministre Gordon Brown révèlent l'existence à Fordo près de Qom d'un deuxième site d'enrichissement d'uranium. Le président Mahmoud Ahmadinejad répond que la construction de ce site entre dans le cadre des règles de l'AIEA, que cette dernière en a été informée et qu'elle est invitée à l'inspecter.

- Lundi 28 septembre 2009 : dans le cadre d'un exercice militaire, tir de deux missiles d'une portée de 1 800 à 2 000 km. Nouvelles condamnations occidentales.

### Novembre 2009
- Mercredi 16 novembre 2009 : le directeur général de l'AIEA Mohamed ElBaradei présente son rapport sur l'inspection du site de Fordo, les 26 et 27 octobre. Il estime que la dissimulation jusqu'en septembre de ce site « soulève des questions sur l'existence d'autres installations nucléaires qui n'auraient pas été déclarées ».